# Lamentin (Gwadelupa)
Lamentin – miasto na Gwadelupie (departament zamorski Francji). Według danych szacunkowych na rok 2008 liczy 14 893 mieszkańców. Zostało założone w 1720.